# ساموئل بالاژ
ساموئل بالاژ (اسلواکی: Samuel Baláž؛ زادهٔ ۲۵ اوت ۱۹۹۸) قایقران کانو اهل اسلواکی است.
وی در مسابقات کشوری و بین‌المللی در مجموع برندهٔ ۴ مدال نقره، ۳ مدال برنز شده‌است.